# Saint-Jean-la-Fouillouse
Saint-Jean-la-Fouillouse (okcitán nyelven Sant Jean la Fouillouse) község Franciaország déli részén, Lozère megyében. Lakosainak száma 126 fő (2022. január 1.). Saint-Jean-la-Fouillouse Auroux, Chastanier, Pierrefiche, Châteauneuf-de-Randon, Arzenc-de-Randon, Saint-Sauveur-de-Ginestoux és Grandrieu községekkel határos.

## Fekvése
Saint-Jean-la-Fouillouse a Margeride-hegység keleti oldalán fekszik, Châteauneuf-de-Randon-tól 11 km-re északra, 1250 méteres (a községterület 1086-1384 méteres) tengerszint feletti magasságban. A községterület 27%-át (781 hektár) erdő borítja.
Délnyugatról Arzenc-de-Randon, délről Châteauneuf-de-Randon, nyugatról Saint-Sauveur-de-Ginestoux, északról Grandrieu és Auroux, keletről Chastanier; délkeletről pedig Pierrefiche községekkel határos.
A községhez tartozik Le Villeret, Le Cellier, Le Crouset, Le Tribe és Le Hermet.

## Története
A falu a történelmi Gévaudan tartomány keleti részén fekszik. A középkorban egyházközsége a Ruoms-i apátsághoz tartozott. 1956-1990 között a községhez tartozó Celliernél működött a megye legnagyobb uránbányája: évente 200-250 tonna uránt termeltek ki, a termelés csúcspontján (1979-ben) 160 dolgozója volt.

### Demográfia
| Év   | Lakosság |
| ---- | -------- |
| 1793 | 510      |
| 1851 | 528      |
| 1876 | 616      |
| 1901 | 650      |
| 1936 | 501      |

| Év   | Lakosság |
| ---- | -------- |
| 1946 | 427      |
| 1954 | 343      |
| 1962 | 333      |
| 1968 | 272      |

| Év   | Lakosság |
| ---- | -------- |
| 1975 | 264      |
| 1982 | 222      |
| 1990 | 175      |
| 1999 | 148      |
| 2010 | 166      |

## Nevezetességei
- Temploma a 12-13. században épült román stílusban.
- Celliernél középkori vár romjai találhatóak.
- A temetőben található egy 1600-ból származó piedesztál.

## Lásd még
- Lozère megye községei